# Borszczów (obwód iwanofrankiwski)
Borszczów (ukr. Борщів) – wieś na Ukrainie w rejonie kołomyjskim (do 2020 w rejonie śniatyńskim) obwodu iwanofrankiwskiego.
Znajduje się tu przystanek kolejowy Borszczów, położony na linii Lwów – Czerniowce.